# Droit tadjik
Le droit tadjik est l'ensemble des normes constitutionnelles et législatives s'appliquant au Tadjikistan.

## Sources du droit

### Constitution
La Constitution est la norme suprême du Tadjikistan.

### Droit international
Les documents internationaux reconnus par le Tadjikistan font partie du droit interne du Tadjikistan. Les lois doivent s'y conformer.

### Législation
Le pouvoir législatif est confié au Parlement du Tadjikistan.

## Sources

## Compléments